# Tropidia angulosa
Tropidia angulosa là một loài thực vật có hoa trong họ Lan. Loài này được (Lindl.) Blume miêu tả khoa học đầu tiên năm 1859.